# Andrej Kascicyn
Andrej Alehawicz Kascicyn, błr. Андрэй Алегавіч Касціцын, ros. Андрей Олегович Костицын - Andriej Olegowicz Kosticyn (ur. 3 lutego 1985 w Nowopołocku) – białoruski hokeista, reprezentant Białorusi.
Jego brat Siarhiej (ur. 1987) także został hokeistą. Obaj zostali wybrani w drafcie NHL przez kanadyjski klub Montreal Canadiens, wspólnie występowali w jego barwach oraz w ekipie farmerskiej Hamilton Bulldogs, ponadto byli równocześnie zawodnikami amerykańskiego zespołu Nashville Predators (w 2012), w połowie 2015 zostali zakontraktowani do rosyjskiej drużyny Torpedo Niżny Nowogród, zaś latem 2021 krótkotrwale grali razem w barwach białoruskiego Szachciora Soligorsk.

## Kariera
- Polimir Nowopołock (2000-2002)
- Junost' Mińsk / Junior Mińsk (2000, 2001, 2002, 2003, 2004)
- HK Witebsk (2000-2001)
- CSKA Moskwa (2002, 2003, 2004)
- Chimik Woskriesiensk (2002)
- Hamilton Bulldogs (2004-2007)
- Montreal Canadiens (2005-2012)
- Nashville Predators (2012)
- Traktor Czelabińsk (2012–2014)
- HK Soczi (2014-2015)
- Torpedo Niżny Nowogród (2015)
- HK Soczi (2015-2017)
- Kunlun Red Star (2017-2018)
- Dynama Mińsk (2018-2020)
- Nieftiechimik Niżniekamsk (2020)
- HC Pardubice (2021)
- HK Szachcior Soligorsk (2021)
- Manglerud Star (2022-)

Wychowanek Polimiru Nowopołock. W drafcie NHL z 2003 wybrany przez kanadyjski klub Montreal Canadiens, w którym występował od sezonu NHL (2005/2006). W lutym 2012 roku podpisał kontrakt z amerykańskim klubem Nashville Predators. Został z niego zwolniony dyscyplinarnie za niesportowy tryb życia tuż przed kluczowym meczem w fazie play-off (przebywał z nim wówczas Aleksandr Radułow).
Od września 2012 na okres lokautu w sezonie NHL (2012/2013) związany kontraktem z rosyjskim klubem Traktor Czelabińsk. Następnie w styczniu 2013 roku, mimo rozpoczęcia sezonu NHL, pozostał w Rosji i występuje nadal w Traktorze. W tym czasie został zdyskwalifikowany przez władze ligi na dwa mecze w związku z atakiem na głowę Vladimíra Mihálika podczas meczu Traktora ze Slovanem Bratysława. 4 kwietnia 2013 roku zdobył decydującego o zwycięstwie gola w siódmym meczu finału konferencji Wschód pomiędzy Traktorem i Ak Barsem Kazań (2:1), dzięki czemu drużyna z Czelabińska awansowała do finału rozgrywek KHL o Puchar Gagarina (był to zarazem jego pierwszy gol w fazie play-off). W czerwcu 2013 przedłużył o rok kontrakt z klubem. Był zawodnikiem Traktora do końca kwietnia 2014. Mimo tego został w klubie i rozpoczął w Traktorze sezon KHL (2014/2015), a w październiku 2014 został zwolniony. Od tego czasu zawodnik HK Soczi. Od lipca 2015 zawodnik Torpedo Niżny Nowogród. Zwolniony pod koniec września 2015. Od października 2015 ponownie zawodnik HK Soczi. Od czerwca 2017 zawodnik chińskiego klubu Kunlun Red Star. W maju 2018 został zawodnikiem Dynama Mińsk. Po sezonie 2019/2020 odszedł z klubu. W maju 2020 został zawodnikiem Nieftiechimika Niżniekamsk. W połowie grudnia 2020 został umieszczony przez klub na tzw. waivers, a następnie jego kontrakt rozwiązano. W styczniu 2021 został zawodnikiem HC Pardubice. Pod koniec marca odszedł z klubu. Na przełomie lipca i sierpnia 2021 wraz z bratem Siarhiejem byli zawodnikami białoruskiego Szachciora Soligorsk, występując w tym czasie w rozgrywkach Pucharu Rusłana Saleja. W styczniu 2022 został zawodnikiem norweskiego Manglerud Star.
Uczestniczył w turniejach mistrzostw świata w 2003, 2004, 2005, 2006, 2008, 2011, 2012, 2014, 2015, 2016, 2017.

## Sukcesy
Reprezentacyjne
- Awans do Elity mistrzostw świata: 2004

Klubowe
- Puchar Caldera: 2007 z Hamilton Bulldogs
- Srebrny medal mistrzostw Rosji: 2013 z Traktorem Czelabińsk

Indywidualne
- Mistrzostwa świata juniorów do lat 18 w 2001 Dywizji I:
  - Drugie miejsce w klasyfikacji strzelców turnieju: 7 goli[26]
  - Drugie miejsce w klasyfikacji strzelców turnieju: 7 asyst[27]
  - Pierwsze miejsce w klasyfikacji kanadyjskiej turnieju: 14 punktów[28]
- Mistrzostwa świata juniorów do lat 18 w 2003:
  - Czwarte miejsce w klasyfikacji strzelców turnieju: 6 goli[29]
  - Drugie miejsce w klasyfikacji strzelców turnieju: 9 asyst[30]
  - Drugie miejsce w klasyfikacji kanadyjskiej turnieju: 15 punktów[31]
- Mistrzostwa świata juniorów do lat 20 w 2004 Dywizji IB:
  - Czwarte miejsce w klasyfikacji kanadyjskiej turnieju: 9 punktów[32]
  - Drugie miejsce w klasyfikacji +/- turnieju: +7[33]
- KHL (2012/2013):
  - Czwarte miejsce w klasyfikacji strzelców zwycięskich goli w fazie play-off: 2 gole
- Mistrzostwa Świata w Hokeju na Lodzie 2015/Elita:
  - Jeden z trzech najlepszych zawodników reprezentacji na turnieju[34]

Wyróżnienia
- Hokeista Roku na Białorusi: 2008, 2020[35]